# Любовта се случва
Любовта се случва (на английски: Love Happens) е романтична драма от 2009 г. със сценарист и режисьор Брандън Кемп. Премиерата на филма в САЩ е на 18 септември, а във Великобритания на 16 октомври 2009 г. Главните роли са изиграни от Арън Екхарт и Дженифър Анистън.

## Сюжет
Бърк Раян е доктор по философия с успешна кариера и автор на книга със съвети за справяне с мъката при загуба на близки хора. Той пише книгата, след като съпругата му умира при автомобилна катастрофа. Докато изнася семинар в Сиатъл, където е родена покойната му съпруга Бърк, среща Елоис, която работи като цветарка. Става ясно, че въпреки всичко Бърк не успява да следва собствените си съвети и така и не е преодолял смъртта на своята съпруга. В края на краищата той признава, че в действителност той е карал колата при катастрофата, убила жена му. Елоис заедно с бащата на покойната съпруга помагат на Бърк да преодолее тъгата от загубата и да продължи напред.